# Liste der Bodendenkmäler in Geltendorf
Auf dieser Seite sind die Bodendenkmäler in der oberbayerischen Gemeinde Geltendorf zusammengestellt. Diese Tabelle ist eine Teilliste der Liste der Bodendenkmäler in Bayern. Grundlage ist die Bayerische Denkmalliste, die auf Basis des Bayerischen Denkmalschutzgesetzes vom 1. Oktober 1973 erstmals erstellt wurde und seither durch das Bayerische Landesamt für Denkmalpflege geführt wird. Die folgenden Angaben ersetzen nicht die rechtsverbindliche Auskunft der Denkmalschutzbehörde.

## Bodendenkmäler in Geltendorf
| Lage                                  | Objekt | Akten-Nr.     | Bild                                                          |
| ------------------------------------- | --- | ------------- | ------------------------------------------------------------- |
| (Standort)                            | Villa rustica der römischen Kaiserzeit. | D-1-7831-0005 |                                                               |
| (Standort)                            | Körpergräber des frühen Mittelalters. | D-1-7831-0017 |                                                               |
| (Standort)                            | Grabhügel mit Bestattungen der Hallstattzeit. | D-1-7831-0021 |                                                               |
| (Standort)                            | Ringwall des frühen Mittelalters (Bockberg). | D-1-7831-0022 |                                                               |
| (Standort)                            | Burgstall des hohen oder späten Mittelalters (Purzelberg). | D-1-7831-0023 |                                                               |
| (Standort)                            | Feuchtbodensiedlung des Jungneolithikums (Altheimer Kultur). | D-1-7831-0058 |                                                               |
| (Standort)                            | Siedlung des frühen Mittelalters. | D-1-7831-0085 |                                                               |
| Schloßstraße 8 (Standort)             | Untertägige spätmittelalterliche und frühneuzeitliche Befunde im Bereich von Schloss Kaltenberg und seiner Vorgängerbauten.                                                                     | D-1-7831-0117 | weitere Bilder                                                |
| Kirchplatz 8; Kirchsteig 3 (Standort) | Untertägige mittelalterliche und frühneuzeitliche Befunde im Bereich der katholischen Pfarrkirche Mariä Himmelfahrt in Walleshausen und ihres Vorgängerbaus.                                    | D-1-7831-0119 | weitere Bilder                                                |
| Sankt-Pankratius-Weg 2 (Standort)     | Untertägige spätmittelalterliche und frühneuzeitliche Befunde im Bereich der katholischen Filialkirche St. Pankratius in Wabern an der Paar und ihres Vorgängerbaus mit aufgelassenem Friedhof. | D-1-7831-0121 | Untertägige spätmittelalterliche und frühneuzeitliche Befunde |
| (Standort)                            | Untertägige spätmittelalterliche und frühneuzeitliche Befunde im Bereich der katholischen Kapelle St. Nikolaus in Jedelstetten.                                                                 | D-1-7831-0140 | weitere Bilder                                                |
| (Standort)                            | Untertägige mittelalterliche und frühneuzeitliche Befunde im Bereich der katholischen Kapelle St. Petrus in Unfriedshausen mit aufgelassenem Friedhof.                                          | D-1-7831-0142 | weitere Bilder                                                |
| (Standort)                            | Abgegangenes Hofmarkschloss des späten Mittelalters und der frühen Neuzeit (Schloss Wabern). | D-1-7831-0143 |                                                               |
| (Standort)                            | Grabhügel vorgeschichtlicher Zeitstellung. | D-1-7832-0055 |                                                               |
| (Standort)                            | Straße der römischen Kaiserzeit (Teilstück der Trasse Augsburg–Brenner). | D-1-7832-0083 |                                                               |
| (Standort)                            | Verebnete Grabhügel vorgeschichtlicher Zeitstellung. | D-1-7832-0084 |                                                               |
| Sankt-Nikolaus-Ring 4 a (Standort)    | Untertägige spätmittelalterliche und frühneuzeitliche Befunde im Bereich der katholischen Pfarrkirche St. Nikolaus in Hausen.                                                                   | D-1-7832-0230 | weitere Bilder                                                |
| Kirchstraße 2 (Standort)              | Untertägige mittelalterliche und frühneuzeitliche Befunde im Bereich der katholischen Nebenkirche St. Stephan in Geltendorf und ihrer Vorgängerbauten.                                          | D-1-7832-0232 | weitere Bilder                                                |
| (Standort)                            | Untertägige frühneuzeitliche Befunde im Bereich der Pestkapelle bei Geltendorf. | D-1-7832-0302 | Untertägige frühneuzeitliche Befunde                          |
| (Standort)                            | Untertägige spätmittelalterliche und frühneuzeitliche Befunde im Bereich der katholischen Kapelle St. Jakobus in Petzenhofen und ihres Vorgängerbaus.                                           | D-1-7832-0303 | Untertägige spätmittelalterliche und frühneuzeitliche Befunde |